# Asterisk
Asterisk 是第一套以開放原始碼軟體實作的 用戶交換機 (PBX) 系統。Asterisk 由 Digium 的創辦人馬克·史賓瑟（Mark Spencer）於1999年他還在奧本大學念書時所開發。與其他的用戶交換機系統相同，Asterisk 同樣支援電話撥打另一隻分機，和撥打到公共交換電話網與IP電話系統。Asterisk 這個名稱源自於星號 "*"。
Asterisk 採用雙軌授權模式，免費模式使用 GNU General Public License (GPL) 授權，而商用授權使用 proprietary 模式，此授權不需要將系統原始碼公開。
系統一開始之開發平台為 Linux，目前已可在相當多種的平台上運行，其中包括 NetBSD、OpenBSD、FreeBSD、Mac OS X 與 Solaris。亦有人將系統移植到 Microsoft Windows 平台上，即為 AsteriskWin32。Asterisk 是相當輕量級的系統，可以在如 OpenWrt 之類的嵌入式系統上運作。

## 功能介紹
Asterisk 包含許多昂貴的商用交換機系統才具有的功能，例如： 語音信箱、多方語音會議、互動式語音應答（IVR）、電話選單與電話客服中心等機制。
管理者亦可透過 Asterisk 內建的分機操作語言撰寫撥號腳本以達到特殊的功能目的。甚至可以透過C語言撰寫相容的模組，或以任何相容的語言藉由 stdin 與 stdout 或網路传输控制协议（TCP）開發 Asterisk Gateway Interface （AGI）程式。現時亦有 Asterisk REST Interface （ARI）支援許多脚本语言，包括Node.js。
若要 Asterisk 系統撥打至公共交換電話網或中繼鏈接公共交換電話網，管理者必須安裝適當的硬體。如由 Digium 官方生產之各種 PCI介面卡，用以提供 Asterisk 連接 T1、E1線路或其他傳統線路之能力。中國大陸亦有如 OpenVox 價格相對低廉之相容介面卡。
Asterisk 支援非常廣泛的影像電話與IP電話協定。包括 會話發起協議（SIP）、Media Gateway Control Protocol (MGCP) 與 H.323 協定。Asterisk 可相容於大部分的 SIP 電話。Inter-Asterisk eXchange （IAX2）協定是一個由 Asterisk 原生提供的 Asterisk PBX 交換機間中繼鏈接協定，部分 VoIP 服務商甚至原生支援 IAX2 協定。
為了滿足傳統電話與IP電話混合的服務環境，Asterisk 可以讓管理者建立一個全新單一的電話系統，或逐步的將既有電話系統轉移使用新技術。部分的公司直接使用 Asterisk 取代傳統的交換機，而有些公司則使用 Asterisk 提供進階功能，如語音信箱等，或將長途電話透過 Asterisk 改以網路傳輸以達到節費機制。
由于Asterisk过于专业且複雜，所以目前也存在大量衍生自Asterisk但簡化過的通信系统，以讓用戶較容易使用。比如在欧美比较流行的elastix、trixbox、或以簡體中文为基础的Freeiris等。

## 版本
主要版本:
- 1.0 - 2004/09/23 釋出[6]
- 1.2 - 2005/11/15 釋出[7]
- 1.4 - 2006/12/26 釋出[8]
- 1.6 - 2008/10/02 釋出[9]
- 1.8 - 2010/10/21 釋出[10]
- 10.0 - 2011/12/15 釋出[11]
- 11.0 - 2012/10/31 釋出[12]